# Phare de Kvassheim
Le phare de Kvassheim (en norvégien : Kvassheim fyr)  est un feu côtier situé dans la commune de Hå, dans le Comté de Rogaland (Norvège). Il a remplacé l'ancien phare et il est géré par l'administration côtière norvégienne (en norvégien : Kystverket).

## Histoire
Le phare est situé à environ 2,5 kilomètres au sud du village deVigrestad (en). Le bâtiment original a été établi en 1912 et automatisé en 1984. Il a été désactivé en 1990.
En 1990, le premier phare a été remplacé par un plus petit phare automatisé situé à environ 70 mètres à l'ouest de l'ancien bâtiment. Le vieux bâtiment, après restauration, est maintenant utilisé comme un musée et reste un point de repère. Le bâtiment comprend aussi une cafétéria. Le site et le phare sont ouverts tous les jours de la fin juin à la mi-août et les dimanches et jours fériés pendant le reste de l'année sauf en janvier.

## Description
Le phare actuel, est un poteau cylindrique en béton, avec un balcon et une lanterne de 9 mètres de haut. La tour et le balcon sont blancs ; la tour porte une bande rouge en son milieu et le toit de la lanterne est rouge. Son feu à occultations émet, à une hauteur focale de 11 mètres, deux éclats (blanc, rouge et vert selon différents secteurs) toutes les 8 secondes. Sa portée nominale est de 10 milles nautiques (environ 19 km) pour le feu blanc, 8 pour le feu rouge et 7 pour le feu vert.
Identifiant : ARLHS : NOR-333 ; NF-0986 - Amirauté : B3217 - NGA : 2052.
|                |
| L'ancien phare |

### Lien connexe
- Liste des phares de Norvège